# Вулиця Волинська (Львів)
Ву́лиця Воли́нська — вулиця, що розташована на межі Шевченківського та Личаківського районів Львова, у місцевості Підзамче. Сполучає вулиці Богдана Хмельницького та Промислову.

## Історія
Вулиця була прокладена у 1907 році від Жовківської рогатки до гілки Міської електричної залізниці (тепер трамвайне депо № 2) на вул. Нової Різні (тепер — вул. Промислова) та до 1913 року мала назву — До Різні, бо вела до міської бойні. Через те, що колись неподалік проходив давній Волинський шлях з Галича через Львів до Володимира, то 1913 року вулицю перейменовано на Волинську і від того часу назва вулиці не змінювалася. У давніші часи вулиця була довшою, бо доходила до вул. Городницької, але у радянські часи була частково зайнята територіями промислових підприємств. У 1908 році вулицею розпочався рух електричних трамваїв, які курсували нею до середини 1990-х років, коли колії перенесли на сусідню вулицю Промислову.

## Забудова
Вулиця Волинська забудована переважно будинками 1910-х років у стилі модерн, сецесія, конструктивізм, а також присутня промислова забудова. Будинок № 1 збудований фірмою Міхала Уляма. В наріжній частині будинку містився двоярусний ресторан, у дворі було влаштовано пасаж. Цікавими виглядають також будинки № 3, 5, 7, 27, 29, 31. Під широкою аркою брами триповерхового будинку № 5 можна перейти на велике прохідне подвір'я з виходом на вул. Хмельницького, 155 — колишній пасаж Якуба Віца.
Під № 9 — комплекс виробничих будівель колишнього заводу «Алмазінструмент», збудованих у 1970-х роках. 18 жовтня 2019 року виконавчий комітет Львівської міської ради затвердив містобудівні умови на будівництво ПАТ «Львівський завод штучних алмазів і алмазного інструменту» багатофункційного комплексу нежитлових та житлових (331 квартира) будівель з вбудованими приміщеннями громадського призначення, закладом перебування дітей дошкільного віку (дитячий садок на 25 місць). Новий житловий квартал має назву «Новий Форт». Також, 2 квітня 2021 року ПАТ «Львівський завод штучних алмазів і алмазного інструменту» отримав містобудівні умови та обмеження на проєктування об'єкта будівництва та реконструкцію двох будівель заводу з їх пристосуванням під торговельні та адміністративні заклади.
Під № 10, 10а — комплекс виробничих будівель колишнього заводу «Молдвино», у будинку під № 21 за радянських часів містився гуртожиток для працівників цього ж підприємства. Нині у деяких приміщеннях колишнього заводу «Молдвино» розташовані потужності ТОВ «НВП „Гетьман“». На місці декількох занедбаних будівель колишнього заводу «Молдвино» планують збудувати офісний центр з відпочинковими зонами та паркінгами — підземним на 97 машин та наземним на 33 місця. При цьому частину будівель заводу знесуть, а кілька з них реконструюють. Загалом діловий комплекс буде складатися з двох будівель, висотою до 5 поверхів кожна. Під № 25а планується будівництво багатоквартирного житлового будинку з вбудованими приміщеннями комерційного призначення. Відтак на відносно невеликій ділянці архітектору вдалося розмістити по одній квартирі на кожному поверсі — буде 4 квартири та передбачено 4 паркомісця, а також офісний центр на першому поверсі. Висота будівлі вписана в забудову самої вулиці. При будівництві має бути збережене дерево, яке там зростає, а також збережений прохід до суміжних забудов, зокрема історичний прохід до ґанку.